# Jean Baptiste Carnoy
Jean-Baptiste Carnoy ( Rumillies, Bélgica; 11 de enero de 1836 – Schuls, Suiza; 6 de septiembre de 1899), fue un naturalista, botánico, micólogo y  sacerdote católico belga, además, el consolidador de la ciencia de la citología. También fue profesor en la Universidad católica de Lovaina.
En 1876, en Lovaina, se encarga de la enseñanza de la biología, de la botánica y de la microscopía. Y da origen a los primeros trabajos prácticos en el dominio de la citología y publica, en 1879, un Manuel de microscopie, y sigue, en 1884, un tratado de biología celular. Ese mismo año, funda una revista internacional de citología: La Cellule : publicándose hasta 1987. Entusiasmado por el desarrollo de los estudios de biología celular en la UCL, no trepita en consagrar tiempo y dinero a la creación, en Lovaina, de nuevos laboratorios, reagrupados bajo el nombre de Instituto Carnoy (1890). Luego continuará con sus estudios en Suiza, en donde fallece en 1899.
Realizó una explicación inicial de la verdadera naturaleza de la membrana albuminoide y llevó a cabo experimentos notables sobre segmentación celular. Fue uno de los autores admirados por Santiago Ramón y Cajal.
- La abreviatura «Carnoy» se emplea para indicar a Jean Baptiste Carnoy como autoridad en la descripción y clasificación científica de los vegetales.[1]